# 二氧化锆
二氧化锆（化学式：ZrO2）是锆的主要氧化物，通常状况下为白色无臭无味晶体，难溶于水、盐酸和稀硫酸。一般常含有少量的二氧化铪。化学性质不活泼，但高熔点、高电阻率、高折射率和低热膨胀系数的性质，使它成为重要的耐火材料、陶瓷绝缘材料和陶瓷遮光剂亦是人工鑽的主要原料。能带间隙大约为5-7eV。

## 结构
自然界中以少见的斜锆石存在，为单斜晶系结构。高熔点的立方氧化锆也是二氧化锆晶型之一，自然界以等轴钙锆钛矿（(Zr,Ti,Ca)O2）少量存在，但多为人工合成，用作钻石的替代品。二氧化锆还有另外一种四方晶系晶型。这三者之间的转变温度受杂质影响很大，因此很难确定，大致可分為以下階段：常溫下為單斜結晶，1170℃時轉為四角正方結晶，2370℃以上成為立方結晶。
氧化鋯是經由煅燒氧化鋯化合物而得。

## 化学性质
化学式ZrO₂。存在于天然的二氧化锆矿中。二氧化锆为白色晶体；熔点约 2700℃，沸点约 4300℃，密度5.89g/cm³。由灼烧二氧化锆水合物或挥发性含氧酸锆盐所得的二氧化锆为白色粉末，不溶于水；经由轻度灼烧所得的二氧化锆，比较容易被无机酸溶解；强热灼烧所得的二氧化锆只溶于浓硫酸和氢氟酸；经过熔融重结晶的二氧化锆只与氢氟酸作用。二氧化锆是一种两性氧化物，与碱共熔可形成锆酸盐，但锆酸盐遇水容易水解为ZrO₂·xH₂O而沉淀。二氧化锆与碳和氯气高温反应，或者与四氯化碳反应，生成四氯化锆及二氯氧化锆，水解又得到二氧化锆。它在电弧中与碳作用生成碳化锆。二氧化锆在加热时发出强烈的白光，曾用作灯丝和汽油灯的网罩。熔融后的二氧化锆很硬，热膨胀系数很小，用它制作的搪瓷不会因温度骤变而破裂。二氧化锆还可做高温坩埚、耐火器皿和炉衬。掺有氧化镁的二氧化锆可用于制造高温玻璃。

## 专利申请
2006年8月，苹果公司填补了使用氧化锆陶瓷作为移动设备的专利空白。一些当下的iPod包含的无线电设备以用于内置Nike+，蓝牙，或无线网络。使用锆系陶瓷对于其无线电发射透明度特性，比钢或铝质好，从而使天线无需改变表面厚度或窗口，就可被内置于设备中，例如，iPod touch。